# فلم العلا
فيلم العلا وكالة سينمائية سعودية أسستها الهيئة الملكية لمحافظة العلا في بداية عام 2020م بهدف الترويج للإنتاجات السينمائية والتلفزيونية المحلية والإقليمية والدولية في منطقة العلا، ودعمها.
وتقدم «فيلم العُلا» العديد من الخدمات بهدف جذب العديد من صانعي الأفلام حول العالم، منها تأسيس فريق من خبراء الأفلام في العُلا للمساعدة في تسهيل الإنتاج للأفلام العالمية، والتوجه لبناء نظام بيئي مناسب لصناعة الأفلام في العُلا إضافة إلى حوافز أخرى جاذبة، مثل إصدار التأشيرات لطواقم الأفلام، وتأمين خدمات النقل البري والجوي والإقامة بين الرياض والعُلا، ومنح التصاريح اللازمة، وتسهيل استيراد كافة المُعدّات التي يتطلبها التصوير، وتوفير المعلومات والعلاقات المُساعدة لفرق إنتاج الأفلام، وغيرها من الخدمات الداعمة.

## التأسيس والتاريخ
- في مطلع 2022م أسس فيلم العُلا من الهيئة الملكية لمحافظة العُلا للترويج ودعم الإنتاجات السينمائية والتلفزيونية العالمية، والاهتمام بالمواهب الصاعدة، وتطوير القطاع السينمائي في المنطقة.
- في أبريل 2021م أعلنت الهيئة الملكية لمحافظة العلا إطلاق إدارة «فيلم العلا» لدعم وتسهيل تصوير الأفلام في العلا، ضمن استراتيجيتها لتعزيز العلا وجهة سياحية، وأكبر متحف حي في العالم.[3][4]

## الشراكات والتعاونات
- في أكتوبر 2022م أعلن مهرجان البحر الأحمر السينمائي الدولي عن عقد شراكة مع فيلم العلا، ليكون راعياً استراتيجياً للمهرجان في دورته الثانية التي أقيمت في مدينة جدة خلال الفترة من 1 إلى 10 ديسمبر عام 2022م.[5]
- في يناير 2023م أعلن فيلم العلا التعاون مع معهد «كريتيف ميديا سكيلز» لاستضافة مخيّم إبداعي يستمر 10 أيام، ويشرف عليه نخبة من محترفي وخبراء صناعة السينما، وذلك بهدف تدريب الجيل الجديد من المواهب السينمائية السعودية، وتزويدها بالخبرات اللازمة.[6]
- في يونيو 2023م أعلن مهرجان البحر الأحمر السينمائي عقد شراكة مع «فيلم العُلا» لتقديم مِنح دعم صُنّاع الأفلام الذين يخططون لتصوير أعمالهم في الطبيعة البديعة والمتنوعة لمحافظة العُلا.[7]
- في نوفمبر 2023م أعلنت مؤسسة البحر الأحمر السينمائي عن عقد شراكة مع «فيلم العلا» لتكون راعياً إستراتيجياً للمهرجان في دورته الثالثة، وعن منح جائزتين: الأولى «جائزة الجمهور من فيلم العلا»، للفائز بناءً على أصوات الجمهور، والثانية جائزة «فيلم العلا لأفضل فيلم سعودي» للاحتفاء بالمواهب وصُنّاع الأفلام في السعودية.[8]